# 牛場信彦
牛場 信彦（うしば のぶひこ、1909年〈明治42年〉11月16日 - 1984年〈昭和59年〉12月31日）は、日本の外交官。
対外経済担当大臣（福田赳夫改造内閣）、在アメリカ合衆国日本国特命全権大使、外務事務次官、外務審議官、在カナダ日本国特命全権大使などを歴任した。世界和平連合会発足当時の理事。祖父は牛場卓蔵。兄に近衛文麿の秘書官を務めた牛場友彦がいる。弟は慶應義塾大学医学部教授で、国家公安委員会委員を務めた牛場大蔵。

## 略歴
1909年、兵庫県にて生まれる。東京府立一中、第一高等学校を経て、1932年に東京帝国大学法学部法律学科を卒業し、外務省に入省。
入省後、第二次世界大戦敗戦まではドイツ畑を歩む。ルプレヒト・カール大学ハイデルベルクでのドイツ語研修を経て、在ドイツ日本国大使館、本省条約局第二課および政務局第四課、在連合王国大使館などに勤務した。
戦後は親米派の外交官として知られることになる牛場だが、戦時中は同期の青木盛夫、一期上の内田藤雄、二期上の古内広雄らと共に革新派の外交官として知られており、イギリスの仲介などを通じて日中戦争の収拾にあたった宇垣一成外務大臣の方針に反発し、連判状を叩きつけたメンバーの一人でもある。1941年には駐英日本大使館の三等書記官、翌1942年には駐独日本大使館の三等書記官を務めた。
敗戦後、外国為替管理委員会事務局長に就任。外務省を一旦退官した後、1952年8月、外務省の武内龍次、黄田多喜夫らに次ぎ新設された通商産業省の3代目通商局長に就任し、1954年7月まで務める。以後、在ビルマ大使館参事官、外務省経済局長、駐カナダ大使、外務審議官、外務事務次官を歴任する。1970年7月に外務事務次官を退官後、沖縄返還交渉、日米繊維摩擦の交渉が大詰めを迎える時期の駐米大使を務め、宮澤喜一や山下英明、楠岡豪らと連携を取り、日米交渉に臨んだ。
福田派寄りと見られていたため、田中角栄内閣成立の翌年に駐米大使を退任したが、1973年10月に新設された日米欧三極委員会では渡辺武委員長の下、後に福田赳夫改造内閣で共に入閣する宮澤喜一、大来佐武郎や永野重雄らと共に委員に就任する。識見や人望の厚さを評価され、1977年の福田赳夫改造内閣では対外経済担当大臣に抜擢を受ける。在任中は欧米との経済摩擦の緩和に奔走した。
1982年、勲一等旭日大綬章受章。
1984年、日米諮問委員会（日米賢人会議）では日本側代表を務めた。肝臓がんとの闘病に努めていたが、同年、肝不全のため死去。75歳没。叙従二位、授旭日桐花大綬章。

## 家族
外交官の西田芳弘は娘婿。外交官の遠藤又男は義弟。

## 同期
- 青木盛夫（駐ジュネーブ国際機関日本政府代表部大使・駐南ベトナム大使）
- 伊吹幸隆
- 糸賀篤　（中国・イタリア）
- 稲垣太郎
- 小川清四郎（65年駐バチカン大使）
- 甲斐文比古（70年駐西独大使・67年駐オーストラリア大使・64年駐マレーシア大使）
- 勝野康助（66年駐ポルトガル大使・62年駐ノルウェー大使・60年駐セイロン大使・58年法務省入国管理局長）
- 黒田音四郎（63年駐レバノン大使兼ヨルダン大使・60年駐ギリシャ大使・57年駐パラグアイ全権公使）
- 田中三夫
- 千葉皓（67年駐ブラジル大使・65年駐オーストラリア大使・60年駐イラン大使・57年駐メキシコ大使）
- 寺岡洪平（58年駐イラン大使・57年駐ペルー大使）
- 中川融（70年国連大使・65年駐ソ連大使・64年駐イタリア大使・60年外務省条約局長・53年外務省アジア局長）
- 林馨（60年駐メキシコ大使・58年駐マレーシア大使）
- 箕輪三郎
- 湯川盛夫（68年駐英大使・63年駐ベルギー大使・61年外務省大臣官房長・57年駐フィリピン大使）

## 著作
- 『自由化読本』（時事通信社、1960年）、共著
- 『日本経済外交の系譜――新たな世界的展望を求めて』（原康と対談、朝日イブニングニュース社、1979年）
- 『牛場信彦―経済外交への証言』（聞き手山本正、ダイヤモンド社、1984年）
- 『外交の瞬間――私の履歴書』（日本経済新聞社、1984年）

評伝
- 浅海保『変節と愛国　外交官・牛場信彦の生涯』（文藝春秋〈文春新書〉、2017年）